# Figueruelas (kommunhuvudort)
Figueruelas är en kommunhuvudort i Spanien.   Den ligger i provinsen Provincia de Zaragoza och regionen Aragonien, i den nordöstra delen av landet, 260 km nordost om huvudstaden Madrid. Figueruelas ligger 256 meter över havet och antalet invånare är 1 135.
Terrängen runt Figueruelas är platt åt sydväst, men åt nordost är den kuperad. Runt Figueruelas är det tätbefolkat, med 356 invånare per kvadratkilometer. Närmaste större samhälle är Alagón, 4,6 km öster om Figueruelas. Trakten runt Figueruelas består till största delen av jordbruksmark.